# Il était une fois (expression)

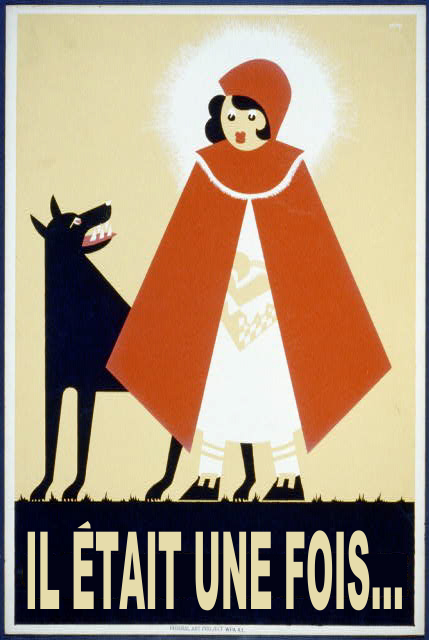
Le Petit Chaperon rouge, illustration de Kenneth Whitley, 1939

Pour les articles homonymes, voir Il était une fois.
« Il était une fois » est une expression qui, dans la tradition populaire, introduit un conte. Elle renvoie à un passé ancien non défini et à l'univers du merveilleux.

## Présentation
C’est à Charles Perrault que l’on doit cette formule. Il l’utilise pour la première fois dans Les Souhaits ridicules, parus en 1694, où elle n’apparaît qu’au vers 21. Il la reprend la même année pour ouvrir son premier conte merveilleux, Peau d'âne, après un préambule à la fois dédicace et mode de lecture. Il l’utilisera au total dans sept des huit récits en prose des Contes de ma mère l’Oye. La formule est depuis devenue une clef « magique », ouvrant tout l’univers des contes de fées. À l'autre bout du récit, les formules concluant les contes peuvent être « Ils se marièrent et eurent beaucoup d'enfants » ou « Ils se marièrent et vécurent heureux ». Elles ne figurent cependant dans aucun des contes de Perrault.

### Variantes
Il existe cependant plusieurs variantes de la célèbre formule, telles que : « En ce temps-là », « Il y a de cela, fort longtemps », etc. Les auteurs de contes l'ont donc soit reprise à l'identique, soit adaptée en fonction de leurs œuvres, comme dans les exemples suivants :
Madame d'Aulnoy
Finette cendron ; Fortunée ; L’Oiseau bleu ; La Princesse Rosette ; Le Nain jaune ; Le Prince lutin : « Il était une fois »
Babiole : « Il y avait un jour »
La Belle aux cheveux d’or ; La Bonne Petite Souris  : « Il y avait une fois »
Le Mouton : « Dans l'heureux temps où »
Les frères Grimm (traduit de l'allemand)
Le Petit Chaperon rouge ; La Fille du Roi et la grenouille ; Le Loup et les sept chevreaux ; Peau-de-toutes-bêtes ; Raiponce : « Il était une fois »
Blanche Neige : « C’était »
Cendrillon : « Il y avait »
L’Oisel emplumé ; Le Pêcheur et sa femme : « Il y avait une fois »
L’Épi de blé : « Il y a bien longtemps »
Hans Christian Andersen (traduit du danois)
Le Coq de poulailler et le coq de girouette : « Il était une fois »
L’Aiguille à repriser : « Il y avait un jour »
Les Amours d’un faux-col ; La Fée du sureau : « Il y avait une fois »
Chacun et chaque chose à sa place : « C'était il y a plus de cent ans »
George Lucas (traduit de l'anglais)
Star Wars : « Il y a bien longtemps, dans une galaxie lointaine, très lointaine… » (A long time ago in a galaxy far, far away…)

## Autres langues
L'expression est reprise dans de nombreuses langues du monde. Elle est traduite à l'identique ou adaptée selon la culture :

### Afrique
- Afrikaans : Eendag, lank gelede
- Arabe algérien, Arabe marocain : حجيتك ما جيتك (Ḥadjitek mā ḥadjitek)
- Arabe tunisien : (Youm mel ayyem)
- Arabe : كان يا ماكان / Kān yā mākān
- berbère : Amacahu (amachahou) / Hadjendjel madjendjel
- Comorien : (Comores) Halé Halélé
- Ekoti : (Mozambique, Bantu) : Rakú z'éepo waarí-vó oswááipu nwúlw'eéne saána
- Goemai : (Nigeria, Tchadique occidental) : Tamtis noe lat/ dok ba muaan yi wa
- Iraqw : (Tanzanie, Kenya, Langue couchitique) Tokaro-yâ
- Logooli : (Kényan relié au langage Luhya) Mmadikhu ga khaare
- Malgache (Madagascar): Taminy fotoana izany / - Taminy andro izany
- Shimaoré : (Mayotte) Halé Halélé
- Shona : Paivapo
- Swahili (Afrique de l'Est) : Hapo zamani za kale

### Asie
- Azéri : Biri var idi, biri yox idi
- Arménien : Կար-չկար / Kar-čkar
- Chinois : 很久很久以前 (很久很久以前) / Hěnjiǔ hěnjiǔ yǐqián, 从前 (從前) / Cóngqián
- Coréen : 옛날 옛적에 (yennal yetjeoge)
- Géorgien : იყო და არა იყო რა / Iqo da ara iqo ra
- Hébreu : היו היה פעם (Hayo haya pa'am)
- Hindi : किसी ज़माने में (Kisī zaṃāne meṃ) / बहुत पुरानी बात है (Bahuta purānī bāta hau)
- Indonésien : Pada suatu hari
- Japonais : 昔々 (むかしむかし, Mukashi mukashi?)
- Kannada : Ondanondu kaaladalli
- Malayalam : orikkalഒരിക്കൽ
- Pachto : داسي کار وو چي / Daasi kaar wo che, داسي چل وو چي / Daasi chal wo che
- Persan : روزی روزگاری / Rouzii, Rouzegaarii, یکی بود، یکی نبود، غیر از خدا هیچ کس نبود / Yekii boud, yekii naboud, gheyr az Khoda hich kas naboud
- Russe (variable selon le genre et le nombre du personnage présenté au début du conte) : Жил был / Jil byl (un homme), Жила была / Jila byla (une femme), Жило было / Jilo bylo (neutre), Жили были / Jili byli (pluriel)
- Sanskrit : पूर्वकाल / Pūrākāle, कदाचित् / Kadājit
- Tagalog : Noong unang panahon
- Télougou : అనగా అనగా
- Thaï : กาลครั้งหนึ่งนานมาแล้ว
- Turc : Evvel zaman içinde
- Vietnamien : Ngày xửa ngày xưa

### Europe
- Allemand : Es war einmal
- Anglais : Once upon a time
- Basque : Bazen behin
- Breton : Ur wezh e oa, Ur wech e oa
- Bulgare : Имало едно време / Imalo edno vreme
- Catalan : Hi havia / Això era una vegada
- Croate : Jednom davno
- Danois : Der var engang / Engang for længe siden
- Écossais : Bha siud ann uaireigin
- Espagnol : Érase una vez
- Féroïen : Einaferð var tað
- Finnois : Olipa kerran
- Gallo : Gn-avaet une fai de temp
- Gallois : Amser maith yn ôl
- Gascon : Un cop qu'i' aué[3]
- Grec : Μια φορά κι έναν καιρό / Mia forá ki énan keró
- Hongrois : Egyszer volt / Hhol nem volt / Volt egyszer egy
- Irlandais : Fadó, fadó, fadó a bhí ann
- Islandais : Einu sinni var
- Italien : C'era una volta
- Letton : Reiz sen senos laikos
- Lituanien : Vieną kartą
- Néerlandais : Er was eens
- Norvégien : Det var en gang
- Occitan : Un còp èra
- Polonais : Dawno, dawno temu
- Portugais : Era uma vez
- Roumain : A fost odată
- Serbie : Једном давно (Jednom dvano)
- Slovaque : Kde bolo - tam bolo
- Slovène : Pred davnimi časi / Nekoč
- Suédois : Det var en gång
- Tchèque : Bylo nebylo

### Langues construites
- Espéranto : Iam estis / En tempo jam de longa pasinta, kiam efikas ankoraŭ sorĉado

## Sources
1. ↑  Écrite « Il estoit une fois » dans l'édition d'origine du recueil des Contes de ma mère l'Oye, dans la forme du français de la fin du XVIIe siècle
2. ↑  Charles Perrault, Contes (introduction, notices et notes de Catherine Magnien), éditions Le Livre de Poche Classique
3. ↑  Contes populaires de la Grande-Lande, Première série, Félix Arnaudin, 1977. Littéralement : Il y avait une fois